# Pailton
Pailton – wieś w Anglii, w hrabstwie Warwickshire, w dystrykcie Rugby. Leży 26 km na północny wschód od miasta Warwick i 131 km na północny zachód od Londynu. W 2001 miejscowość liczyła 481 mieszkańców.